# 大谷村 (宮城県黒川郡)
大谷村（おおやむら）は、昭和29年（1954年）まで宮城県黒川郡の南東部にあった村。現在の大郷町南部にあたる。

## 沿革
- 明治22年（1889年）4月1日 - 町村制施行にともない、中村・鶉崎村・川内村・不来内村・土橋村・羽生村・味明村・山崎村・東成田村の計9か村が合併して大谷村が発足。
- 昭和29年（1954年）5月1日 - 山崎字川北の一部（0.69平方km）を志田郡鹿島台町に編入。
- 昭和29年（1954年）7月1日 - 大松沢村・粕川村と合併し、大郷村となる。

## 行政

### 歴代村長
| 代 | 氏名         | 就任                       | 退任                      | 備考 |
| -- | ------------ | -------------------------- | ------------------------- | ---- |
| 1  | 岡公典       | 明治22年（1889年）4月21日  | 明治36年（1903年）8月24日 |      |
| 2  | 桜井重雄     | 明治36年（1903年）10月29日 | 明治37年（1904年）3月11日 |      |
| 3  | 岡公典       | 明治37年（1904年）6月1日   | 明治41年（1908年）5月27日 | 再任 |
| 4  | 菊地広信     | 明治42年（1909年）3月18日  | 大正2年（1913年）3月15日  |      |
| 5  | 桜井忠右ェ門 | 大正2年（1913年）4月1日    | 大正6年（1917年）3月31日  |      |
| 6  | 桜井重雄     | 大正6年（1917年）5月11日   | 大正12年（1923年）8月21日 | 再任 |
| 7  | 小野庄三郎   | 大正12年（1923年）11月30日 | 大正15年（1926年）8月28日 |      |
| 8  | 赤間久蔵     | 大正15年（1926年）10月5日  | 昭和5年（1930年）2月4日   |      |
| 9  | 桜井重雄     | 昭和5年（1930年）2月12日   | 昭和16年（1941年）2月6日  | 三任 |
| 10 | 桜井美次     | 昭和16年（1941年）2月22日  | 昭和20年（1945年）9月18日 |      |
| 11 | 小林門之丞   | 昭和20年（1945年）10月30日 | 昭和22年（1947年）3月19日 |      |
| 12 | 蜂屋儀右ェ門 | 昭和22年（1947年）4月15日  | 昭和26年（1951年）4月4日  |      |
| 13 | 郷右近秀雄   | 昭和26年（1951年）4月30日  | 昭和29年（1954年）6月30日 |      |